# Limes Saxoniae

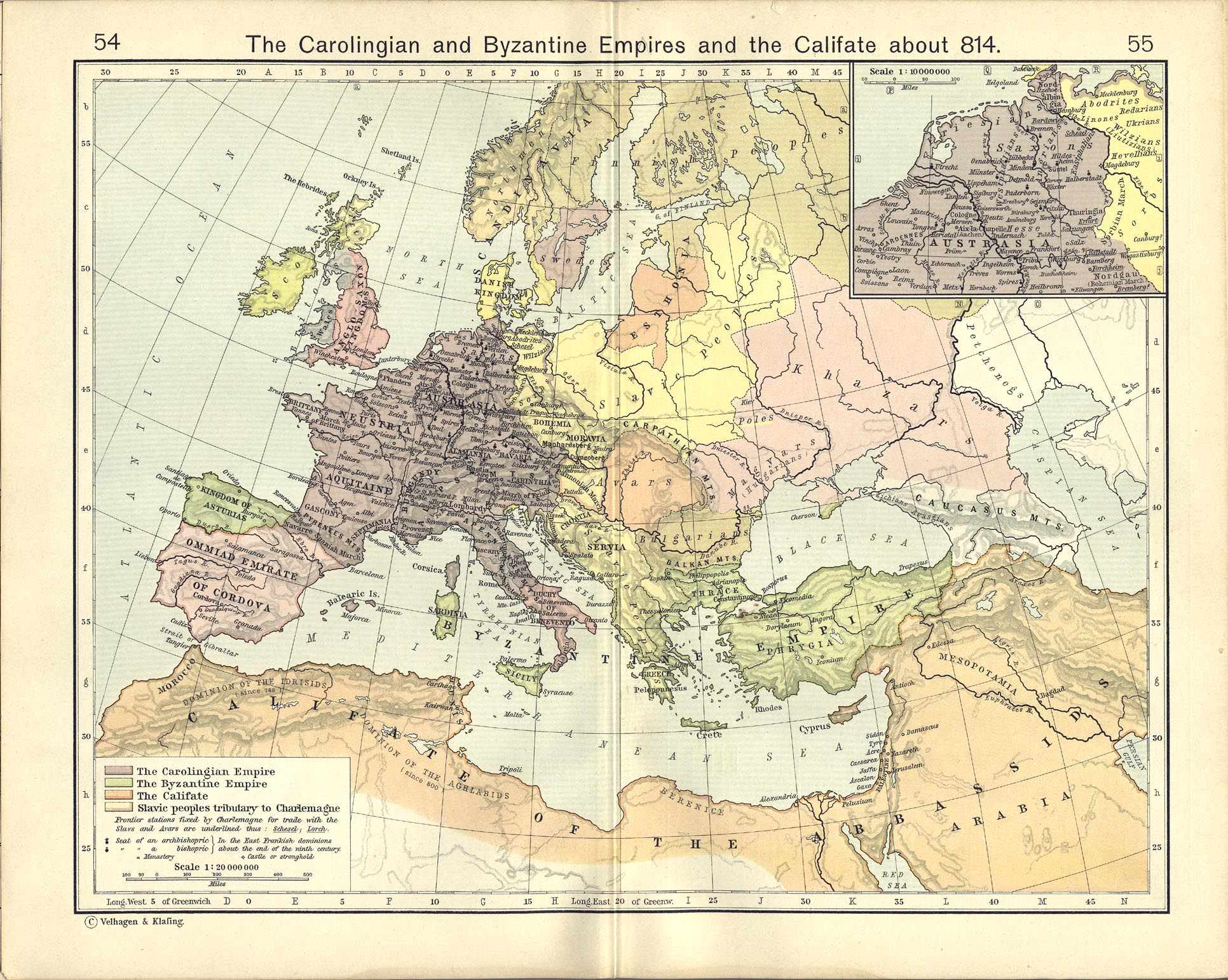
Limes Saxoniae i Limes Sorabicus (prawy górny róg mapy) - imperium Karolingów ok. 814 r.

Limes Saxoniae (łac. „granica Saksonii”) także Limes saxonicus (łac. „granica saska”, niem. Sachsenwall „mur saski”) – graniczny system umocnień pomiędzy Sasami oraz Słowianami z plemienia Obodrzytów. Ustanowiony ok. 810 roku na terenie dzisiejszego niemieckiego landu Szlezwik-Holsztyn na przedłużeniu Limes Sorabicus. Ziemie leżące za limesem zostały podbite przez Saksonów we wczesnym średniowieczu.

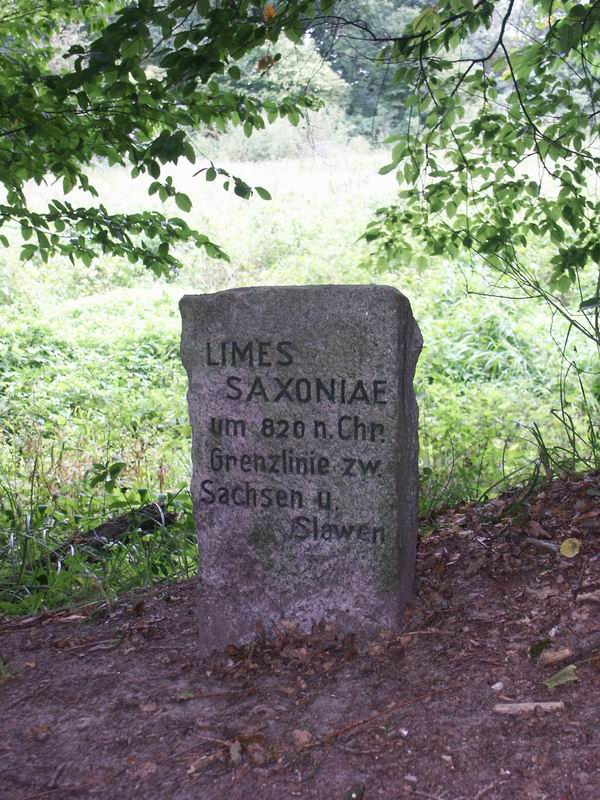
Słup graniczny Limes Saxoniae w Hornbek.

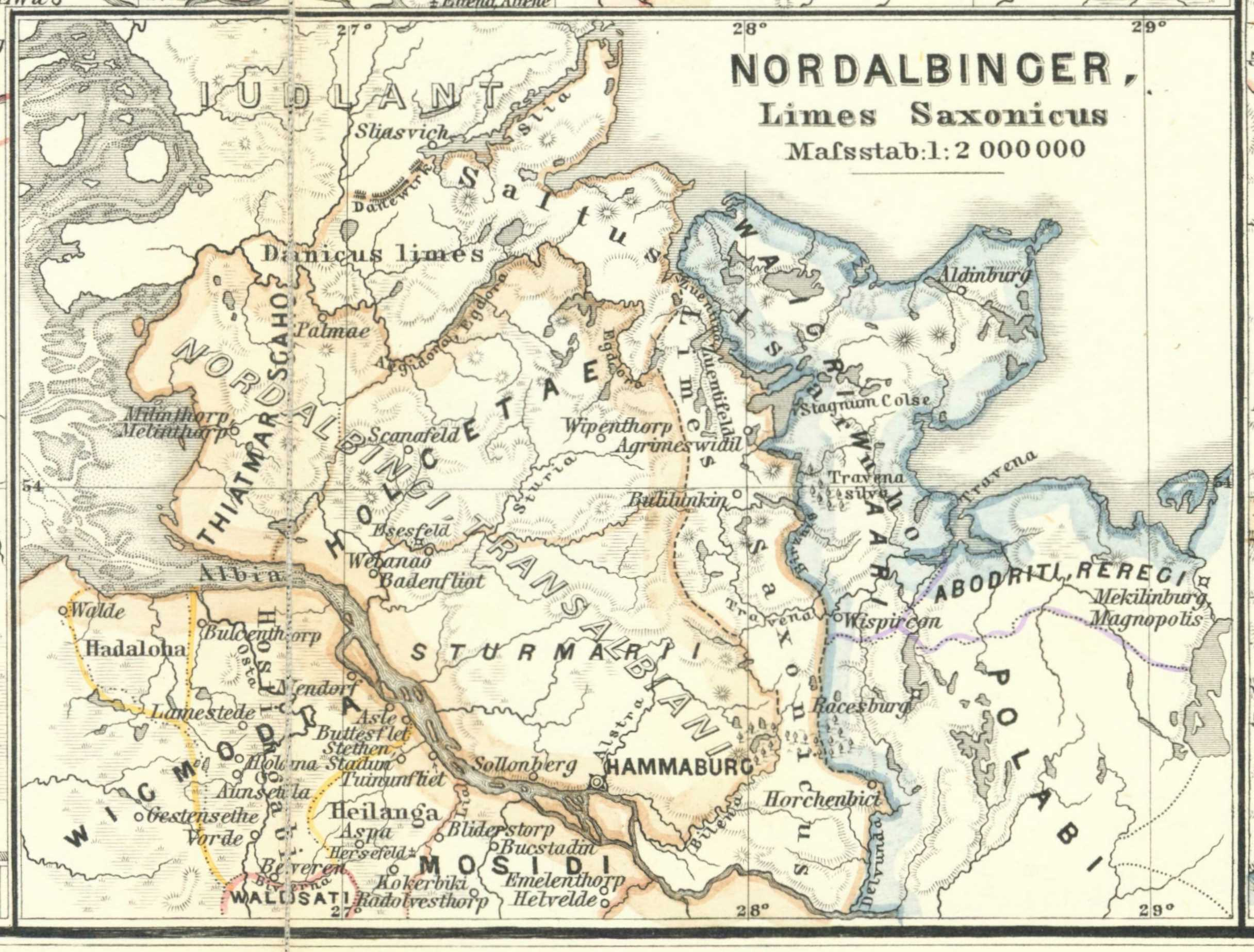
Przebieg Limes Saxoniae na mapie z 1873 r.

## Historia
Ustanowienie limesu przypisuje się Karolowi Wielkiemu, który podbił Germanów i ustanowił wschodnią granicę między nimi a Słowianami. Limes stanowił pas umocnień oddzielający posiadłości Franków od terenów opanowanych przez plemiona słowiańskie, który miał stanowić barierę przed ich ekspansją na zachód Europy. O limesie tym wspomina niemiecki kronikarz i geograf Adam z Bremy w swoim dziele Gesta Hammaburgensis ecclesiae pontificum, który napisał, że limes miał zostać ustanowiony "przez Karola i innych cesarzy".